# Ozark Air Lines
Ozark Air Lines (с англ. — «Воздушные линии Озарка») — американская региональная авиакомпания, основанная в 1950 году и имевшая штаб-квартиру в Сент-Луисе (Миссури). Преимущественно обслуживала маршруты на Среднем Западе, пока в 1986 году не была приобретена и поглощена компанией Trans World Airlines.
В 2000 году была предпринята попытка возродить Ozark в Колумбии (Миссури), однако уже в 2001 году данная компания оказалась закрыта.

## История
С середины 1940-х годов в США стали появляться местные («фидерные») авиакомпании, которые обслуживали короткие маршруты между соседними городами, порой в пределах только одного штата. Для устранения конкуренции между этими перевозчиками, Совет по гражданской авиации (CAB) при выдаче сертификата местной авиакомпании закреплял за ней и определённые маршруты, которые могла обслуживать только она. Помимо этого, для развития сети авиаперевозок в стране, в том числе и между небольшими городами, местные авиаперевозчики получали субсидии, а основу их воздушного флота на первых порах и вовсе составляли переделанные из военных в гражданские Douglas DC-3, которые после окончания Второй мировой оказались в военном излишке, а потому стоившие достаточно дёшево.

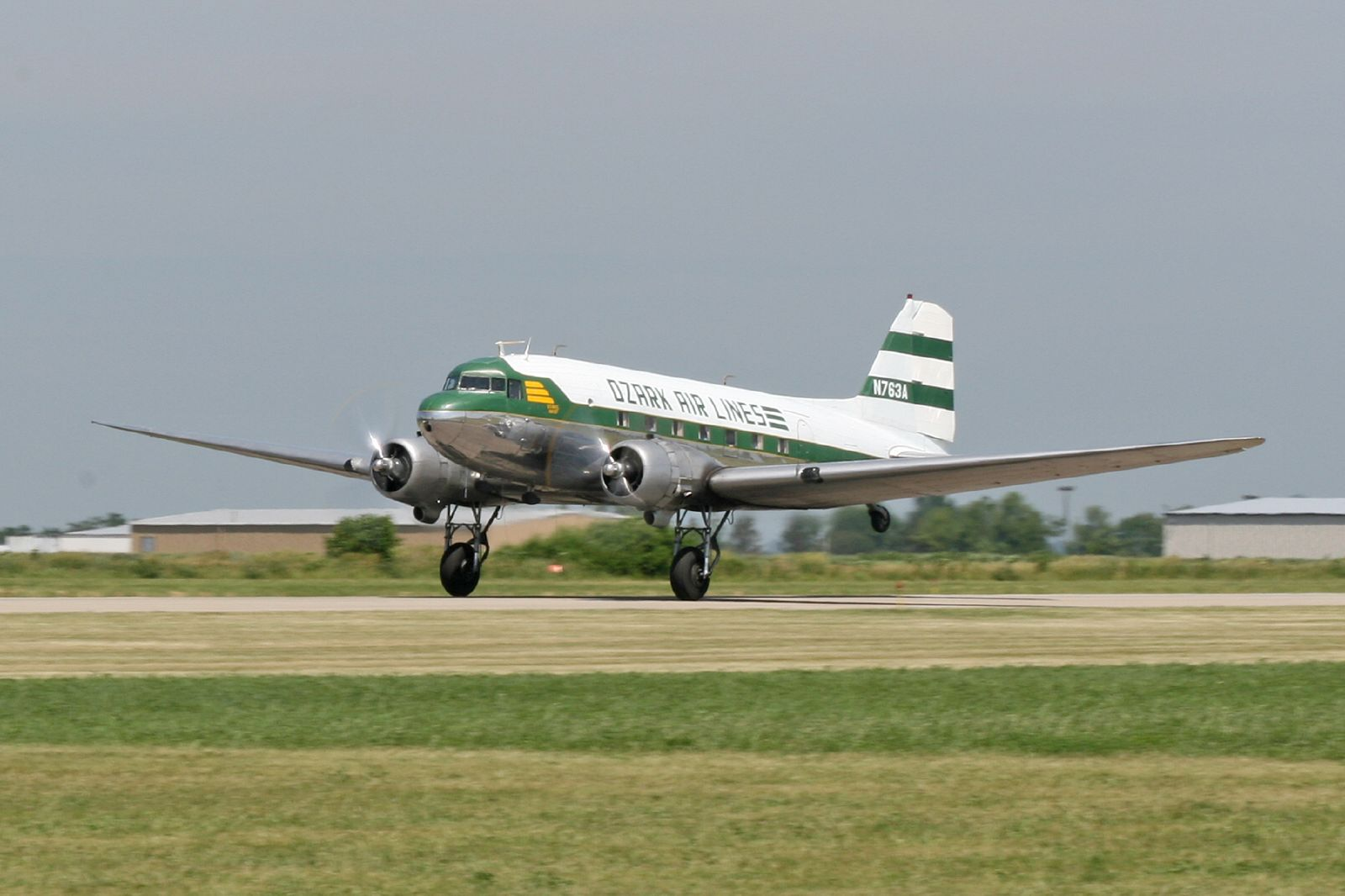
Douglas DC-3 компании Ozark

1 сентября 1943 года в Спрингфилде (Миссури) появилось предприятие под названием Ozark Air Lines, которое с 1945 года стало выполнять чартерные рейсы из Спрингфилда в Сент-Луис; самолётами сперва были Beechcraft Staggerwing, которых через несколько лет сменили Cessna Bobcat. Как понятно из названия, компания хотела получить сертификат местной авиакомпании для обслуживания маршрутов на Среднем Западе, однако в итоге данный сертификат достался другому — расположенному в Сен-Луисе авиаперевозчику Parks Air Lines; Ozark оказался не у дел и был прикрыт, но не закрыт окончательно.
Тем временем у Parks Air Lines довольно скоро начались трудности, а в 1949 году она даже продала компании Mid-Continent Airlines часть маршрутов общей протяжённостью 4000 миль. Но Parks всё-таки планировала начать полёты по оставшемуся у неё прибыльному маршруту «Чикаго — Шампейн–Урбана — Декейтер — Спрингфилд — Сент-Луис — Ист-Сент-Луис», о чём свидетельствовали уже напечатанные расписания. Однако до того, как эти полёты были начаты, в 1950 году у Parks её сертификат авиакомпании успела перекупить Ozark Air Lines, благодаря чему последняя стала полноценной авиакомпанией. 26 сентября того же года по указанному выше маршруту начал выполнять полёты Douglas DC-3 борт NC12989, который ранее принадлежал Parks, но теперь его владельцем стала Ozark. С расписанием последняя также обошлась заимствованием у Parks, перепечатав под своим названием так и не использованное расписание. Компания быстро расширялась и к 1 июля 1952 года, согласно расписанию, выполняла полёты в 25 городов в штатах Айова, Иллинойс, Индиана, Канзас, Миссури, Оклахома и Теннесси; основным аэропортом был Ламберт в Сент-Луисе. В 1955 году полёты выполнялись уже в 35 городов, а флот состоял из 13 самолётов DC-3.
В середине 1950-х региональные авиакомпании США столкнулись с тем, что используемый в их флотах DC-3 уже устарел и нуждался в замене на более современные самолёты. Выбор у них был из следующих вариантов:
- Новые Fairchild F-27, которые имели турбовинтовые силовые установки, а потому выполняли полёты с гораздо большими скоростями.
- Поршневые Martin 2-0-2/4-0-4 со вторичного рынка, которые хоть и уступали F-27 в скорости, но были дешевле.
- Поршневые Convair CV-240/340/440 также со вторичного рынка (отдельные авиакомпании позже модернизировали их до модели CV-580 с турбовинтовыми двигателями).

Уникальность Ozark в данном случае заключалась в том, что в отличие от других региональных перевозчиков он эксплуатировал все три самолёта. Прежде всего были приобретены F-27, которые начали эксплуатироваться на маршрутах с 4 января 1960 года, выполняя рейсы в 11 городов. В том же году впервые появляется новый логотип — три ласточки — отсылка к легенде о горных ласточках из Сан-Хуан-Капистрано (Калифорния), которые возвращаются с зимовки всегда в День святого Иосифа Труженика (19 марта). К маю 1961 года сеть маршрутов простиралась от Миннеаполиса до Нашвилла и от Су-Сити до Луисвилла, включая 43 города. В 1962 году Ozark приобрела поддержанные Convair CV-240, которые эксплуатировала на маршруте от Сент-Луиса до Чикаго. В 1964 году компания Mohawk Airlines, во флоте которой на тот момент эксплуатировались Convair 240 и Martin 4-0-4, сумела договориться с Ozark, передавая ей самолёты Martin в обмен на Convair, что позволяло ей уменьшить разнообразие своего флота; в том же 1964 году Ozark начала эксплуатировать 4-0-4 на маршруте из Сент-Луиса в Милуоки. В июле 1966 года в воздушный флот поступил первый реактивный авиалайнер — Douglas DC-9-10, который обслуживал 7 городов, а в декабре того же года начали поступать первые Fairchild Hiller FH-227B — удлинённая версия Fairchild F-27. Новые авиалайнеры стали быстро заменять Martin 4-0-4 (эксплуатация прекратилась в 1967 году), Douglas DC-3 (эксплуатация прекратилась в октябре 1968 года), а также F-27.
20 сентября 1966 года Central Airlines, которая испытывала финансовые проблемы, подала петицию в CAB о слиянии с Ozark; образовавшаяся бы в результате слияния компания должна была носить название Ozark и была бы одним из крупнейших в стране региональных перевозчиков. Однако 9 ноября того же года по неназванным причинам переговоры были завершены; в 1967 году Central Airlines была приобретена Frontier Airlines. Примечательно также, что в 1960-х в рекламных роликах Ozark снялся уже популярный комик Джордж Карлин.
Стоит отдельно отметить, что конец 1960-х отметился в американской авиации переходом к перекрёстному субсидированию. Дело в том, что региональные авиакомпании обслуживали короткие маршруты, выполняя полёты в небольшие города, поэтому пассажиропоток, а следовательно и прибыль, были небольшими, в отличие от магистральных рейсов между крупными городами, которые однако отдавались уже крупным авиаперевозчикам. По этой причине государство и субсидировало такие маршруты. Но в 1960-х годах флот регионалов уже состоял из турбовинтовых и даже турбореактивных лайнеров, которые имели достаточную практическую дальность полётов для выполнения рейсов средней протяжённости. Тогда некоторым таким компаниям стали выдавать разрешение выполнять беспосадочные рейсы на выгодных маршрутах, что позволяло за счёт отсутствия промежуточных остановок иметь на них больше прибыли, а следовательно можно было и уменьшить размер субсидии. Так с 27 октября 1968 года Ozark стала выполнять беспосадочные рейсы из Сент-Луиса в Чикаго, а в ноябре в её расписании было уже 7 беспосадочных рейсов. В 1970 году компанией было получено право выполнять рейсы уже в Даллас, Денвер, Вашингтон и Нью-Йорк. 12 марта 1972 года Ozark, как и некоторые аналогичные перевозчики, начала использовать малую авиацию — Twin Otter; данный самолёт выполнял местные рейсы по маршруту «Спрингфилд — Чикаго», при этом для промежуточных посадок использовались малые аэропорты, что позволяло сэкономить на оплате обслуживания. Примечательно, что выполняя такие рейсы Ozark была конкурентом местной Air Illinois, но примерно через год прекратила данные полёты.

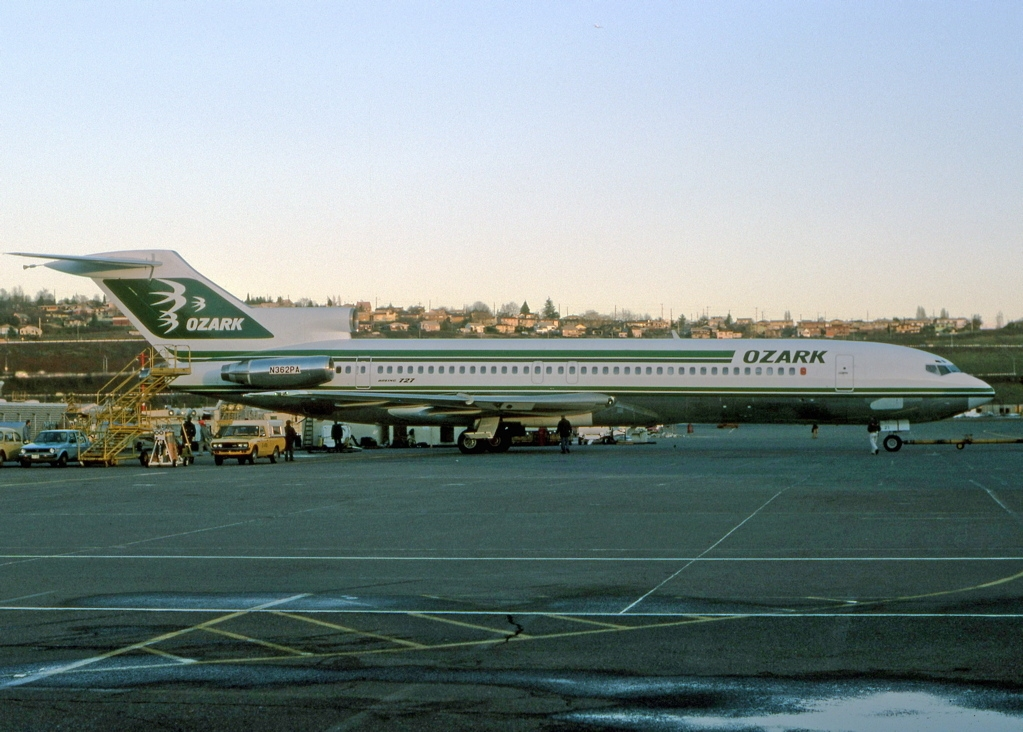
Boeing 727-2D4 в ливрее Ozark

Когда в 1973 году произошёл нефтяной кризис, в результате которого значительно выросли цены на авиакеросин, у региональных компаний прибыль заметно снизилась, но удар был не настолько сильным, по сравнению с магистральными, которые к тому времени эксплуатировали потребляющие много топлива широкофюзеляжные самолёты. Куда более серьёзную роль в индустрии региональных авиаперевозок сыграл Закон о дерегулировании авиакомпаний 1978 года, который ввёл в американскую авиацию свободный рынок и устранил целый ряд ограничений, в том числе закрепление маршрута только за одним перевозчиком и регулирование тарифов, благодаря чему авиакомпании сами решали, куда им летать и сколько будут стоить билеты. Поэтому уже в декабре 1978 года Ozark ввела в расписание 4 новых направления в популярные курортные города Флориды. Благодаря снижению тарифов, приведших к повышению числа пассажиров, многие перевозчики в этот период стали приобретать вместительные Boeing 727; Ozark не стала исключением, заказав два 727-200 с доставкой в конце 1979 года, однако несколько раз откладывала получение и в итоге вовсе от них оказалась (оба эти лайнера позже были переданы Pan American World Airways).
В 1980-х авиация в США стала переходить на узловую систему, когда пассажиры при полётах на дальние расстояния сперва на малых самолётах (например, DC-9) прибывают в основной аэропорт авиакомпании, а там пересаживаются уже на более крупные дальнемагистральные (например, DC-10). И тут магистральные перевозчики столкнулись с проблемой, что у них не было региональных авиалайнеров, чтобы доставлять пассажиров в их (авиакомпаний) главные аэропорты, тогда как высокая конкуренция требовала скорейшего решения этого вопроса. Тогда магистральные операторы стали приобретать региональных, чтобы получить их флот и маршруты. Непосредственно «Озарком» в данном случае прежде всего заинтересовалась Trans World Airlines (TWA), так как у этих двух компаний была дуополия в Сент-Луисе, причём на долю первой приходилось 26,3 % посадочных мест в Ламберге, тогда как на долю второй — 56,6 %.
1 марта 1986 года TWA начала вести переговоры с Ozark о приобретении последней за 242 миллиона долларов. Летом акционеры сумели урегулировать все вопросы, а 12 сентября слияние одобрило и Министерство транспорта США. 27 октября 1986 года Ozark, флот которой на тот момент состоял только из реактивных McDonnell Douglas DC-9/MD-82 (всего 50 самолётов), была полностью поглощена TWA.

## Ozark Air Lines (II)
В 1998 году права на название приобрёл Уильям Э. Стрикер (англ. William E. Stricker) — бизнесмен из Колумбии (Миссури), который был поклонником «Трёх ласточек» и даже имел небольшую коллекцию самолётов. 11 февраля 2000 года новая Ozark Air Lines получила сертификат, а с 20 февраля стала выполнять пассажирские рейсы на Dornier 328-300JET (борты  N410Z и N430Z) из Колумбии в Чикаго и Даллас/Форт-Уэрт. Директором компании был назначен 60-летний Джон Эллис (англ. John Ellis), а уже с первых месяцев появился рост объёмов перевозок.
Однако конкуренция и различные финансовые проблемы привели к тому, что уже в 2001 году Ozark Air Lines объявила о банкротстве. Все её активы, в том числе эксплуатационный сертификат, были приобретены только появившейся компанией Great Plains Airlines, которая базировалась в Талсе (Оклахома); сама Great Plains однако уже в 2004 году также была признана банкротом.

## Происшествия
- 27 марта 1968 года — Douglas DC-9-15 борт N970Z выполнял рейс 965 по маршруту «Чикаго — Пеория — Сент-Луис», когда при заходе на посадку в Сент-Луисе столкнулся в воздухе с учебной Cessna 150F. В результате происшествия небольшой самолёт полностью разрушился, а все два человека в нём погибли; авиалайнер получил небольшие повреждения и сумел совершить безопасную посадку в аэропорту[4].
- 27 декабря 1968 года — Douglas DC-9-15 борт N974Z выполнял рейс 982 по маршруту «Су-Фолс — Су-Сити — Чикаго», когда при вылете из Су-Сити почти сразу после отрыва потерял управление, упал на землю и разрушился. Из находившихся на борту 64 пассажиров и 4 членов экипажа были ранены 13 человек, но никто не погиб; самолёт с остаточной стоимостью 3 миллиона долларов был списан — первая потеря воздушного судна в истории авиакомпании[5].
- 23 июля 1973 года — Fairchild Hiller FH-227B борт N4215 завершал рейс 809, когда при посадке в Сент-Луисе в условиях грозы потерял высоту и врезался в деревья. Погибли 37 пассажиров и стюардесса, то есть всего 38 человек. 4 пассажира и оба пилота выжили[6].
- 20 декабря 1983 года — Douglas DC-9-31 борт N994Z выполнял рейс 650 по маршруту «Су-Сити — Су-Фолс», когда при посадке в Су-Фолс в условиях метели врезался крылом в снегоуборочную машину. В результате происшествия погиб водитель снегоуборщика, тогда как из находившихся на борту авиалайнера 81 пассажира и 5 членов экипажа были ранены две стюардессы; самолёт впоследствии был восстановлен.